# Конрад Поп
Конрад Поп (нем. Konrad der Pfaffe) — немецкий поэт XII века, автор древнейшей на немецком языке песни о Роланде.
Национальный оттенок песни у него совершенно отсутствует; герои Франции бьются не за dulce France, a во славу Божью; в тексте часто приводятся ссылки на Священное Писание. Лучше всего поэма сохранилась в Гейдельбергской рукописи конца XII века (изд. W. Grimm, Гёттинген, 1838). В конце XII века она была переведена на нижненемецкий язык. Первое критическое издание поэмы Конрада — в «Deutsche Dichtungen des Mittelalters», Bartsch’a (Лпц. 1874, т. III).